# Sophie in 't Veld
Sophia Helena (Sophie) in 't Veld (Vollenhove, 13 september 1963) is een Nederlands politica. Ze was van 20 juli 2004 tot en met 15 juli 2024 lid van het Europees Parlement. Sinds 16 juni 2023 is ze aangesloten bij de politieke partij Volt, maar fungeerde in het Europees Parlement als onafhankelijk. Tot half juni 2023 was ze lid van Democraten 66 (D66).

## Biografie
In 't Veld werd geboren in Noordwest-Overijssel en woonde, na een verblijf van drie jaar in Suriname, vanaf haar zevende in Den Haag en Delft. Sinds 1994 is zij woonachtig in Brussel.

### Opleidingen
Zij volgde het vwo aan het Haags Montessori Lyceum in Den Haag. Van 1982 tot 1991 studeerde zij geschiedenis aan de Universiteit Leiden, waar zij zich specialiseerde in middeleeuwse geschiedenis. In 1994 rondde zij de post-academische opleiding management en bestuurskunde af aan de Bestuursacademie Randstad. In 2000 slaagde zij voor een vergelijkend examen voor Europese ambtenaren (graden A7 en A6).

### Politieke loopbaan
In 1992 werd In 't Veld politiek actief voor D66; ze was in 1993 en 1994 lid van het D66-bestuur van de afdeling Delft. In diezelfde periode werkte ze als trainee-beleidsmedewerker voor de gemeente Gouda op de afdeling Economische Zaken. Haar eerste stappen in de Europese politiek volgden in 1994, toen ze medewerker werd van D66-Europarlementariër Johanna Boogerd-Quaak. Van 1996-2004 was ze fractiesecretaris van de ELDR (de partij van Europese Liberalen en Democraten) bij het Comité van de Regio's. In 1999 en 2000 was ze tevens lid van de commissie voor het opstellen van de Uitgangspunten van D66. Daarnaast was In 't Veld voorzitter van D66-afdeling België. Op 20 juli 2004 werd In 't Veld namens D66 voor de ALDE-fractie lid van het Europees Parlement, die in 2019 werd voortgezet onder de naam Renew Europe. In 't Veld maakt en maakte onder andere deel uit van de volgende commissies en delegaties:
- Lid commissie economische en monetaire zaken, vanaf juli 2004
- Plaatsvervangend lid commissie burgerlijke vrijheden, justitie en binnenlandse zaken, vanaf juli 2004
- Plaatsvervangend lid commissie burgerlijke rechten van de vrouw en gendergelijkheid, vanaf juli 2004
- Lid delegatie voor de betrekkingen met de Masjrak-landen (landen in het Midden-Oosten), vanaf september 2004
- Plaatsvervangend lid voor de betrekkingen met de Volksrepubliek China, vanaf september 2004
- Lid delegatie voor de betrekkingen met de Verenigde Staten
- Lid tijdelijke commissie voor onderzoek naar: CIA-detentiecentra in de Europese Unie; en het gebruik van Europese luchthavens door de CIA om terrorismeverdachten te vervoeren naar martelplaatsen, van 18 januari 2006 tot februari 2007
- Vicevoorzitter intergroup Gay & Lesbian rights
- Voorzitter Group voor de Scheiding tussen Kerk en Staat
- Vicevoorzitter Working Group Sexual and Reproductive Health Rights

In 't Veld is vertegenwoordiger van de internationale dag van de privacy en is lid van de National Secular Society.

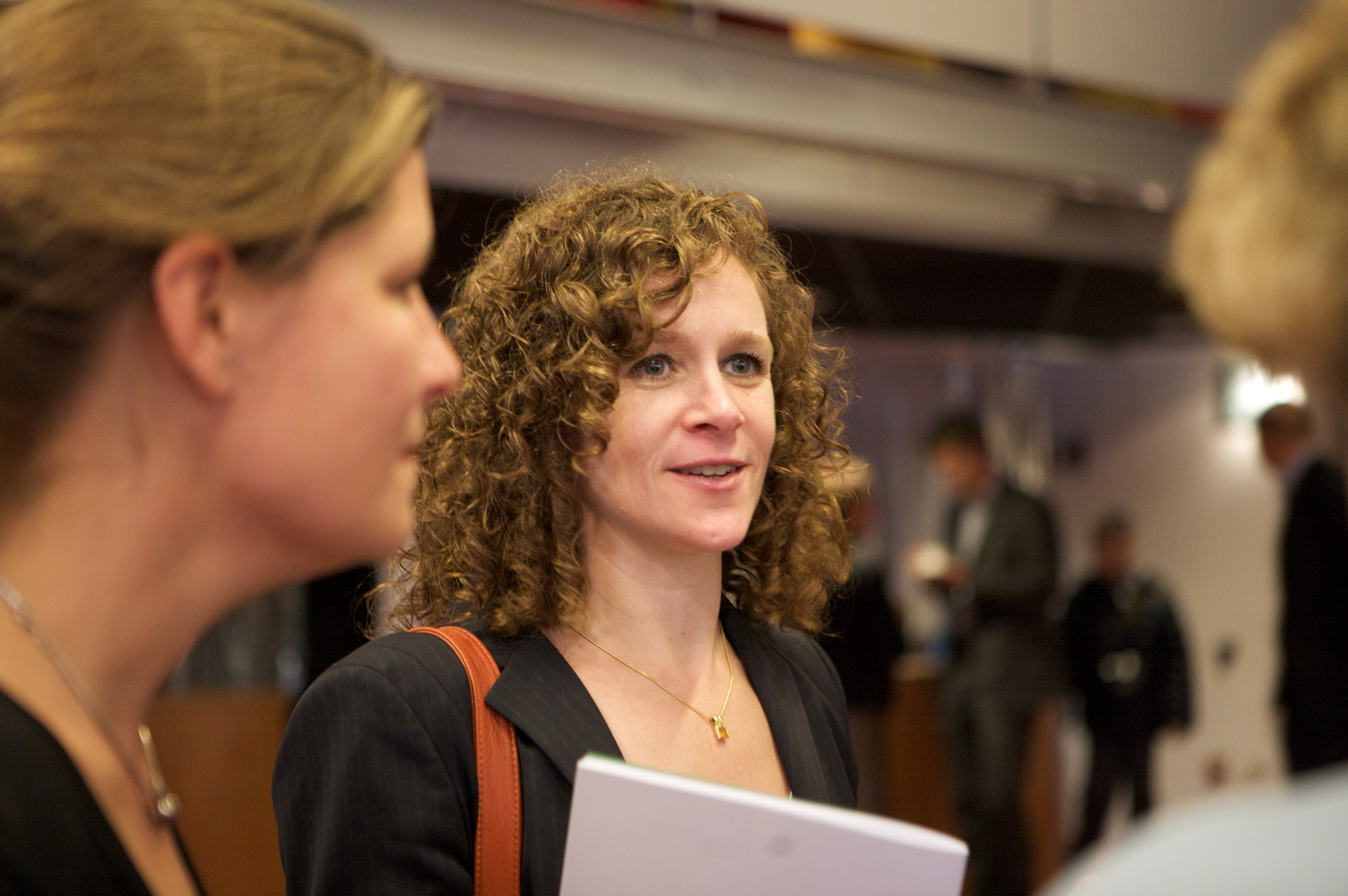
D66-congres in Breda (7 november 2009)

Op 9 mei 2008 werd In 't Veld uitgeroepen tot EuroNederlander van het Jaar. 7 november 2008 werd ze gekozen tot lijsttrekker van haar partij bij de Europese verkiezingen van 2009. Op 10 april 2011 kreeg In 't Veld de Irwin Prize, ook wel 'Secularist of the Year Award' en op 12 augustus van hetzelfde jaar ontving ze op het Humanist Congress 2011 te Oslo de International Humanist Award 2011.
In 2019 onthulde HP/De Tijd dat In 't Veld jarenlang vergoedingen ontving voor niet-gemaakte hotelovernachtingen in haar woonplaats Brussel. Het betrof in elk geval tienduizenden euro's. Hoewel In 't Veld beweerde dat zij deze Brusselse verblijfskostenvergoeding gebruikte voor rekeningen van hotelovernachtingen in Nederland, bleek zij die te betalen van een andere onkostenvergoeding ter waarde van ruim 4500 euro per maand.
Op 16 juni 2023 stapte In 't Veld over van D66 naar Volt. Als reden gaf ze dat volgens haar de Europese Unie te veel bijzaak is geworden voor D66 en dat de partij ook niet goed weet om te gaan met meldingen van ongewenst gedrag binnen D66. In 't Veld bleef wel aan als Europarlementariër, maar dan als onafhankelijk lid. Vanwege de interne regels van Volt kon In 't Veld zich in Nederland niet voor deze partij kandidaat stellen voor de Europese verkiezingen van 2024. Daarom besloot In 't Veld zich te kandideren voor Volt België, maar ze behaalde geen zetel.

## Publieke omroep HUMAN
In 't Veld was voorzitter van de publieke omroep HUMAN sinds deze vanaf 2014 een ledenomroep werd. In het jaarverslag van 2015 is te lezen dat zij niet langer voorzitter van die omroep is.

## Privé
Van 2001 tot 2013 was ze getrouwd.